# Вотертаун (Минесота)
Вотертаун (енгл. Watertown) град је у америчкој савезној држави Минесота.

## Демографија
По попису из 2010. године број становника је 4.205, што је 1.176 (38,8%) становника више него 2000. године.
| Група             | 2000.         | 2010.         |
| Белци             | 2.935 (96,9%) | 4.001 (95,1%) |
| Афроамериканци    | 10 (0,3%)     | 12 (0,3%)     |
| Азијати           | 16 (0,5%)     | 33 (0,8%)     |
| Хиспаноамериканци | 44 (1,5%)     | 73 (1,7%)     |
| Укупно            | 3.029         | 4.205         |